# Herbert Fritsche (Homöopath)
Herbert Fritsche (* 14. Juni 1911 in Berlin; † 20. Juni 1960 in München) war deutscher Autor und Herausgeber auf den Gebieten der Homöopathie, Esoterik und der Literatur.

## Leben
Vor 1945, verlobt er sich mit Frl. Esther Herzog, med. pract. in Zollikon.
Fritsche war forschender Biologe, der seine Promotion 1936 mit magna cum laude ablegte. Kurz vor seiner Habilitation gab er diesen Beruf jedoch auf und absolvierte eine Ausbildung als Psychotherapeut mit kompletter Lehranalyse bei Arthur Kronfeld. Jahrzehntelang betätigte er sich intensiv auf allgemeinmedizinischem und homöopathischem Gebiet und arbeitete zeitweise als Assistent in der Fastenklinik Otto Buchingers.
Fritsche ist in der Homöopathie-Debatte als Anhänger Samuel Hahnemanns und der Hochpotenz-Homöopathie hervorgetreten.
Er war Herausgeber und Mitarbeiter einer Reihe von literarischen, okkulten und medizinischen Zeitschriften. Unter anderem verfasste er Kolumnen für große Zeitungen wie für Die Zeit. Von 1938 bis 1941 war er Herausgeber der grenzwissenschaftlichen Zeitschrift Die Säule.
Herbert Fritsche, der 1934 seinen Beruf mit „Rezensent“ angab, war als Lyriker Autor für Die Rabenpresse (später der Eremitenpresse) von Victor Otto Stomps. Schon vorher erschienen einige Bücher in dem von Fritsche gegründeten Verlag Die Mitternacht.
Fritsche war Anhänger der Theosophie von Annie Besant und ein erklärter Gegner der Lehren von Rudolf Steiner.
Er hatte in verschiedenen okkulten Orden, religiösen Sondergemeinschaften und Sekten folgende Funktionen inne:
- Schriftführer im „inneren Forschungsring“ der Deutschen Gesellschaft für wissenschaftlichen Okkultismus
- Nachfolger von Theodor Reuß  als Leiter des Ordo Templi Orientis mit dem Ordensnamen „Basilius“
- Oberhaupt der Gnostisch-katholischen Kirche für Deutschland
- „Großmeister“ des Rosenkreuzerordens Fraternitas Rosicruciana Antiqua als Nachfolger von Arnoldo Krumm-Heller.

## Werke
- Die Glühwürmchen-Barkarole. Gedichte. Die Mitternacht, Berlin 1929
- Verschneites Atelier. Gedichte. Die Mitternacht, Berlin 1930
- Der Taugenichts. Blätter eines kleinen Kreises. Herausgegeben von Herbert Fritsche und Eberhard van Hazebrouck (Nr. 1) bzw. Herbert Fritsche (Nr. 2 und 3). Die Mitternacht, Berlin-Neukölln 1930–1931
- Narrenkalender. Verse (mit Zeichnungen von John Uhl). Mann, Berlin 1931
- Durch heimliche Türen. Gedichte. Die Rabenpresse, Berlin 1932
- Mandragora. 12 magische Stücke. Gedichte (mit einer Zeichnung von Ludwig Meidner). Rabenpresse, Berlin, 1933
- Im Dampf der Retorte. Gesammelte magische Gedichte. Die Rabenpresse, Berlin 1934
- Kleines Lehrbuch der weißen Magie. Neubert, Prag 1934; Burgdorf, Göttingen 1989, ISBN 3-922345-50-6
- August Strindberg, Gustav Meyrink, Kurt Aram. 3 magische Dichter und Deuter. Neubert, Prag 1934
- Kalender 1935 (mit Zeichnungen von John Uhl). Die Rabenpresse, Berlin 1935
- Beiträge zur Oekologie der Land-Isopoden Groß-Berlins. Diss. Berlin 1936
- Iatrosophia. Metabiologische Heilung und Selbstheilung. Hummel, Leipzig 1937; Burgdorf, Göttingen 1989, ISBN 3-922345-44-1
- Die Stadt in der Phiole und andere phantastische Erzählungen. Hummel, Leipzig 1937
- Pan vor den Toren. Die Rabenpresse, Berlin 1938; Burgdorf, Göttingen 1989, ISBN 3-922345-35-2
- Die Atem-Schule. Richtig atmen – besser leben. Rudolph, Dresden 1938
- Der große Holunderbaum. Eine Einführung in die Esoterik. Hummel, Leipzig 1939; Burgdorf, Göttingen 1982, ISBN 3-922345-21-2
- Der Erstgeborene. Ein Bild des Menschen. S. Fischer, Berlin 1940; Burgdorf, Göttingen 1984, ISBN 3-922345-09-3
- Tierseele und Schöpfungsgeheimnis. Ein Buch über die geistigen Fähigkeiten von Tieren. Rupert, Leipzig 1940; Klett, Stuttgart 1952
- Die Weisheit des Maharshi vom Berge des heiligen Feuers in Südindien. Hummel, Leipzig 1940
- Die Beherrschung des Sonnengeflechts. Ein Weg zu lichtvoller Lebensgestaltung. Rudolph, Dresden 1940
- Schutz gegen Dunkelkräfte, insbesondere gegen hypnotische und suggestive Beeinflussung. Rudolph, Dresden 1940
- August Strindbergs Erweckung durch Emanuel Swedenborg. Hummel, Leipzig o. J.
- Paracelsus als Richter. Ein offener Brief. Spiegel, Freiburg im Breisgau 1941
- Hahnemann. Die Idee der Homöopathie. Suhrkamp, Berlin 1944
  - neu als: Samuel Hahnemann. Idee und Wirklichkeit der Homöopathie. Klett, Stuttgart 1954; Burgdorf, Göttingen 1982, ISBN 3-922345-10-7
- Pyrmont. Aus der Gnadengeschichte einer Stätte. Friedrich, Bad Pyrmont 1946
- Christliche Heilkunst. Friedrich, Bad Pyrmont 1946
- Zeit der Lilie. Gedichte. Wegner, Hamburg 1948
- Sinn und Geheimnis des Jahreslaufs. Rauch, Bad Salzig/Boppard 1949; Burgdorf, Göttingen 1983, ISBN 3-922345-11-5
- Merlin. Schriftenreihe für Grenzwissenschaften und Schicksalskunde, herausgegeben von Herbert Fritsche. 3 Bände, Axel Springer, Hamburg um 1950
- Samen des Morgenlichts. 4 Gedichte für Aleister Crowley. Eremitenpresse, Frankfurt am Main 1950
- Erlösung durch die Schlange. Mysterium, Menschenbild und Mirakel homöopathischer Heilkunst. Klett, Stuttgart 1953
  - neu als: Die Erhöhung der Schlange. Mysterium, Menschenbild und Mirakel der Homöopathie. Burgdorf, Göttingen 1983, ISBN 3-922345-08-5.
  - Wiederauflage: Die Erhöhung der Schlange. 2011, ISBN 978-3-86468-020-5
- Die unbekannten Gesundheiten. Cranach, München 1957; Burgdorf, Göttingen 1983, ISBN 3-922345-20-4
- Narrenkalender. Verse von Herbert Fritsche, Zeichnungen von John Uhl. Gilbert Edition, New York 1967
- Die Vaganten. Gedichte von Herbert Fritsche mit Zeichnungen von John Uhl. Schönherr, Berlin 1967
- Briefe an Freunde 1931–1959, hrsg. von Ernst Klett. Klett, Stuttgart 1970
- Am Saum des großen Vorhangs. Gedichte von Herbert Fritsche mit Zeichnungen von John Uhl. Athanor, Berlin 1978
- Baum der Käuze. Gedichte, Briefe, Aufsätze. Hrsg. von Hansjörg Viesel. Mit 13 Zeichnungen von Aldona Gustas. Corvinus Presse, Berlin 1991